# ویلیام تی. همیلتون
ویلیام تی. همیلتون (به انگلیسی: William T. Hamilton) سناتور سابق عضو حزب دموکرات ایالات متحده آمریکا بود. وی در سال ۱۸۶۹ تا ۱۸۷۵ میلادی سناتور ایالت مریلند در سنای ایالات متحده آمریکا بود.